# Jimmy Greenhoff
James „Jimmy“ Greenhoff (* 19. Juni 1946 in Barnsley, South Yorkshire) ist ein ehemaliger englischer Fußballspieler.

## Karriere
Greenhoff startete seine Karriere 1961 in der Jugend von Leeds United. 1963 absolvierte er sein erstes Spiel bei der Profimannschaft des Vereins. Mit dem Verein gelang ihm 1968 der Sieg im Messepokal, als man Ferencváros Budapest mit einem 1:0-Heimsieg und einem 0:0 in Budapest bezwingen konnte. Allerdings kam Greenhoff nur im Hinspiel als Einwechselspieler zum Einsatz, da er im Sommer, noch vor dem Rückspiel, für 70.000 £ zu Birmingham City gewechselt war.
Nach nur einem Jahr verließ er Birmingham City jedoch wieder, um sich Stoke City für 100.000 £ Ablösesumme anzuschließen. Dort gehörte er zur Mannschaft, die 1972 gegen den FC Chelsea den League Cup gewann. Nach 274 Spielen, in denen 76 Treffer gelangen, ging er im November 1976 zu Manchester United, wo bereits sein jüngerer Bruder Brian spielte. Dort bildete er mit Stuart Pearson das Sturmduo und 1977 gelang gegen den FC Liverpool der Sieg im FA Cup. Vor allem seine Direktabnahmen führten zu sehenswerten Toren und machten ihn zu einem der beliebtesten Spieler bei ManU. 1979 wurde er von den Anhängern des Vereins zum Spieler des Jahres gewählt. 
Nach einem kurzen Abstecher zu Crewe Alexandra ab Dezember 1980, wechselte Greenhoff im März 1981 zu Toronto Blizzard in die NASL. Im Sommer kehrte er nach England zurück, um sich dem FC Port Vale anzuschließen. Im Frühjahr 1983 ging er als Spielertrainer zu AFC Rochdale, ehe er 1984 als Trainer zu Port Vale zurückkehrte.
Der Stürmer wurde zwar mehrfach zu Jugendländerspielen in die Juniorennationalmannschaften Englands berufen, erhielt jedoch keine Einladung zur A-Nationalmannschaft.

## Erfolge
- Messepokal: 1968
- FA-Cup-Sieger: 1977
- Englischer Ligapokal: 1972